# 盧森堡的安東妮亞
盧森堡的安東妮亞（法語：Antonia de Luxembourg，1899年10月7日—1954年7月31日），盧森堡大公威廉四世的第四女。

## 家庭
1921年，安東妮亞與巴伐利亞末代國王路德維希三世的長子魯普雷希特結婚，兩人共有1子5女：
1. 海因里希（英语：Prince Heinrich of Bavaria (1922–1958)）（1922年—1958年）
2. 伊爾明加德（英语：Princess Irmingard of Bavaria）（1923年—2010年）
3. 伊迪莎（1924年—2013年）
4. 希爾達（1926年—2002年）
5. 加布里埃爾（1927年—2019年）
6. 索菲（1935年出生）